# Alpine (Utah)
Alpine es una ciudad en el condado de Utah, estado de Utah, Estados Unidos. Según el censo de 2000, la población era de 7.146 habitantes. La estimación hacia 2019 era  de 10 498. Ha sido una de las ciudades de Utah con un crecimiento mayor desde los años 70, sobre todo en los 90.

## Geografía
Alpine se encuentra en las coordenadas 40°27′23″N 111°46′25″O / 40.45639, -111.77361.
Según la oficina del censo de Estados Unidos, la ciudad tiene una superficie de 18,6 km². No tiene superficie cubierta de agua, aunque un número de pequeñas corrientes de montaña atraviesan la ciudad.
Alrededor de la ciudad hay caminos para bicicletas de montaña que atraen a ciclistas de todo el estado.

## Demografía
Según el censo de 2000, había 7.146 habitantes, 1.662 casas y 1.545 familias residían en la ciudad. La densidad de población era 383,2 habitantes/km². Había 1.734 unidades de alojamiento con una densidad media de 93,0 unidades/km².
La máscara racial de la ciudad era 97,40% blanco, 0,18% afroamericano, 0,20% indio americano, 0,29% asiático, 0,17% de las islas del Pacífico, 0,35% de otras razas y 1,41% de dos o más razas. Los hispanos o latinos de cualquier raza eran el 1,60% de la población.
Había 1.662 casas, de las cuales el 63,7% tenía niños menores de 18 años, el 86,5% eran matrimonios, el 4,9% tenía un cabeza de familia femenino sin marido, y el 7,5% no eran familia. El 6,3% de todas las casas tenían un único residente y el 3,1% tenía sólo residentes mayores de 65 años. El promedio de habitantes por hogar era de 4,30 y el tamaño medio de familia era de 4,51.
El 44,9% de los residentes era menor de 18 años, el 9,4% tenía edades entre los 18 y 24 años, el 23,3% entre los 25 y 44, el 17,0% entre los 45 y 64, y el 5,3% tenía 65 años o más. La media de edad era 21 años. Por cada 100 mujeres había 101,3 hombres. Por cada 100 mujeres de 18 años o más, había 99,7 hombres.
El ingreso medio por casa en la ciudad era de 72.880$, y el ingreso medio para una familia era de 74.891$. Los hombres tenían un ingreso medio de 57.250$ contra 33.571$ de las mujeres. Los ingresos per cápita para la ciudad eran de 21.716$. Aproximadamente el 3,5% de las familias y el 3,6% de la población estaban por debajo del nivel de pobreza, incluyendo el 3,1% de menores de 18 años y el 9,1% de mayores de 65.